# فرد ارين
فرد ارين (بالإنجليزية: Fred Warren)‏ (23 ديسمبر 1907 بكارديف في المملكة المتحدة - 1 يناير 1986) هو لاعب كرة قدم بريطاني (وحمل سابقاً جنسية المملكة المتحدة لبريطانيا العظمى وأيرلندا) في مركز الهجوم. شارك مع منتخب ويلز لكرة القدم. أما مع النوادي، فقد لعب مع كارديف سيتي ونادي باري تاون يونايتد ونادي ميدلزبره وهارت أوف ميدلوثيان.

## وصلات خارجية
- فرد ارين على موقع قاعدة بيانات كرة القدم.إي يو (الإنجليزية)